# Андерсон, Рафаэла
Рафаэла Андерсон (англ. Raffaëla Anderson, настоящее имя Малика Амране, род. 8 января 1976, Монфермей) — французская модель, актриса и писательница.

## Биография
Начинала в 1995 году как порноактриса, снималась в порно около 6 лет, в том числе, в фильме «Exhibition 99» (1998). В фильме Виржини Депант «Трахни меня» сыграла роль порноактрисы Ману, путешествующей по Франции в паре с проституткой Надин (Карен Ланком). В фильме есть сцена изнасилования Ману.
В фильме «Любовь женщины» (фр. Amour de Femme, 2004) Сильвии Верхейд исполнила роль Мари. Жанне (Хелен Фильере) — 35-летняя замужняя женщина, воспитывающая 7-летнего сына Луи; преуспевающий остеопат. Она знакомится на дискотеке с молодой девушкой Мари, к которой чувствует неодолимое сексуальное влечение. У них завязывается лесбийский роман с обычной для подобной фабулы коллизией страсти и общественного порицания, но, если Мари достаточно сексуально раскована, чтобы не считаться с мнением других, то Джин должна сделать выбор между новооткрытым удовольствием и семейной жизнью с мужем (которого сыграл Антони Делон, сын Алена Делона).
В 2001 году Андерсон написала книгу, в которой рассказывается о её опыте работы в порноиндустрии, а в 2005 году вместе с девятью другими бывшими порноактёрами приняла участие в съёмках документального фильма Мирей Дарк «Une vie classée X» для французского телеканала France 3. Андерсон рассказала перед камерой о своей семье, о том, как потеряла девственность и о том, какое насилие ей пришлось пережить или увидеть, когда она пришла в порноиндустрию. В фильме Андерсон признается, что злоупотребляла алкоголем и кокаином после того, как ушла из порнобизнеса.
В 2006 году была опубликована ещё одна её книга, рассказывающая о детстве в мусульманской семье в Гани (пригород Парижа).